# Maurice Germot

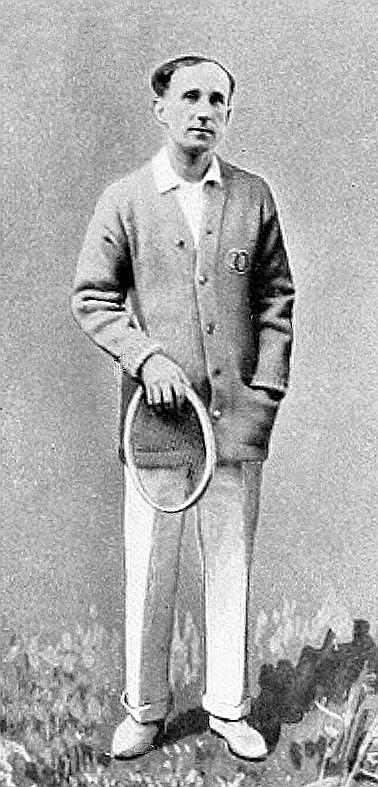
Maurice Germot

Maurice "Fifi" Germot, född 17 november 1882 i Vichy Allier Frankrike, död 6 augusti 1958, var en fransk tennisspelare. Maurice Germot var efter Max Decugis den främste franske tennisspelaren under 1900-talets första och andra årtionde.

## Tenniskarriären
Den småväxte och magerlagde Germot vann tre gånger singeltiteln i de Franska mästerskapen (sedermera Franska öppna).
Sin första titel i mästerskapen, som fram till 1925 i princip var öppna bara för franska spelare, vann Germot 1905 genom finalseger över André Vacherot. Han upprepade sin turneringsseger året därpå, den gången genom finalseger över Decugis. Efter två finalförluster (1908 och 1909, båda gångerna mot Decugis) vann han 1910 mästerskapstiteln en tredje gång genom finalseger över François Blanchy. Sin sista singelfinal förlorade han året därpå mot André Gobert.
Trots sina singeltitlar i Franska mästerskapen, är det framförallt som dubbelspelare tillsammans med Decugis som Germot nådde sina största framgångar. Perioden 1904-20 vann paret 10 dubbeltitlar i mästerskapen. Han vann också dubbeltitlar (oklart hur många) tillsammans med Gobert. Tillsammans med Gobert vann Germot dubbeltiteln i de Olympiska sommarspelen i Stockholm 1912.
Germot deltog i det franska Davis Cup-laget 1905 och 1913-14. Han var föga framgångsrik och vann bara en match av sju spelade.

## Mästerskapstitlar
- Franska mästerskapen
  - Singel - 1905, 1906, 1910 (slutna nationella mästerskap)